# Catherine (Alabama)
Catherine ist eine Siedlung in gemeindefreiem Gebiet sowie ein Census-designated place im Wilcox County im Bundesstaat Alabama in den Vereinigten Staaten.

## Geographie
Catherine liegt im Zentrum Alabamas im Süden der Vereinigten Staaten. Es befindet sich etwa 8 Kilometer nordwestlich des Alabama River, der im Süden in den Mobile River übergeht und schließlich im Mobile Bay und Golf von Mexiko mündet.
Nahegelegene Orte sind unter anderem Gastonburg (3 km nordöstlich), Prairie (4 km südöstlich), Alberta (7 km nordöstlich), Consul (11 km nordwestlich) und Thomaston (15 km nordwestlich). Die nächste größere Stadt ist mit 205.000 Einwohnern die etwa 100 Kilometer östlich entfernt gelegene Hauptstadt Alabamas, Montgomery.

## Geschichte
Der Ort wurde nach der Frau eines leitenden Bahnangestellten benannt. 1888 wurde ein Postamt eröffnet.

## Verkehr
Catherine liegt an einer Kreuzung der Alabama State Route 5 mit der Alabama State Route 28. Etwa 28 Kilometer westlich verläuft der U.S. Highway 43.
Etwa 24 Kilometer nordwestlich befindet sich der Linden Airport, 25 Kilometer südöstlich der Camden Municipal Airport.

## Demographie
Die Volkszählung 2010 ergab eine Einwohnerzahl von 22, verteilt auf 10 Haushalte und 7 Familien. 73 % der Bevölkerung waren Weiße, 27 % Schwarze. Auf 12 Frauen kamen 10 Männer. Das Durchschnittsalter lag bei 57 Jahren, lediglich zwei Personen waren unter 25 Jahre alt.